# Lissocreagris subatlantica
Lissocreagris subatlantica är en spindeldjursart som först beskrevs av Chamberlin 1962.  Lissocreagris subatlantica ingår i släktet Lissocreagris och familjen helplåtklokrypare. Inga underarter finns listade i Catalogue of Life.